# Enceladus (geslacht)
Enceladus is een geslacht van kevers uit de familie van de loopkevers (Carabidae). De wetenschappelijke naam van het geslacht is voor het eerst geldig gepubliceerd in 1813 door Bonelli.

## Soorten
Het geslacht Enceladus is monotypisch en omvat slechts de volgende soort:
- Enceladus gigas Bonelli, 1813